# Montpellier Hérault Rugby
Il Montpellier Hérault Rugby o Montpellier HR è un club francese di rugby a 15 di Montpellier.
Fondato nel 1986 per fusione di preesistenti club cittadini, milita per la stagione 2022-23 nel Top 14, prima divisione nazionale.
Nella sua storia il Montpellier ha vinto un titolo di campione di Francia nel 2021-2022 e due Challenge Cup nel 2015-16 e nel 2020-21.

## Palmarès
- Campionati francesi: 1
2021-22
- Challenge Cup: 2
2015-16, 2020-21
- European Shield: 1
2003-04